# Droga wojewódzka 435
Die Droga wojewódzka 435 (DW 435) ist eine 17 Kilometer lange Droga wojewódzka (Woiwodschaftsstraße) in der polnischen Woiwodschaft Opole, die Opole über die Droga krajowa 46 mit Prądy und der dortigen Auffahrt auf die A4 verbindet.

## Straßenverlauf
Woiwodschaft Großpolen, Powiat Opolski
- 00 km:  Opole (Oppeln) (DK 45)
- 02 km:  Brücke (Viadukt) (Bahnstrecke Bytom–Wrocław)
- 11 km:  Wawelno (Bowallno) (DK 429)
- 17 km:  (DK 46)